# Kazimierz Makarowski
Kazimierz Alfred Makarowski (ur. 14 marca 1905 we Lwowie, zm. 11 czerwca 1979 w Warszawie) – kapitan artylerii Wojska Polskiego, uczestnik kampanii wrześniowej i walk Lądowej Obrony Wybrzeża.

## Młodość
Urodził się 14 marca 1905 roku we Lwowie, jako syn Augusta i Matyldy. Rodzina przeniosła się do Nowego Sącza, gdzie jego ojciec pracował w Sądzie Krajowym w Krakowie.
Ukończył I Gimnazjum Klasyczne w Nowym Sączu (1915–1924). W dniu 20 listopada 1918 wstąpił do Związku Harcerstwa Polskiego, do I Męskiej Drużyny Harcerskiej im. Stefana Czarnieckiego w Nowym Sączu.

## Studia i służba wojskowa
Po maturze studiował na Wydziale Prawa i Ekonomii na Uniwersytecie Jagiellońskim (1924–1927). Absolwent Szkoły Podchorążych Rezerwy Artylerii we Włodzimierzu Wołyńskim (1927–1928), następnie Szkoły Podchorążych Artylerii w Toruniu (1928–1930).
Służył w 21 Pułku Artylerii Lekkiej (1930–1936) w Bielsku, a od 1936 roku w Batalionie Morskim, w Wejherowie, następnie po przemianowaniu, w 1 Morskim Batalionie Strzelców, a  od 23 marca 1939 w 1 Morskim Pułku Strzelców. W 1939 brał udział w walkach Lądowej Obrony Wybrzeża, w randze kapitana artylerii (data ostatniego awansu 19 marca 1939), jako dowódca plutonu artylerii piechoty. Przebywał w następujących obozach dla oficerów:
- Oflag II A Prenzlau(inne języki) – od 24 września 1939 – Blok C/129[2]
- Oflag II E Neubrandenburg – od 23 lutego 1941, numer osadzonego 900 Barak III/7
- Oflag II D Gross Born – Rederitz – 900 Barak III/46-c
- Oflag II D Gross Born – Westfalenhof – 900 Barak III/60-c
- Marsz ewakuacyjny od 29 stycznia 1945 do 16 marca 1945
- Oflag X A Sandbostel – od 16 marca 1945 do 16 kwietnia 1945
- Obóz w Lubece – od 16 kwietnia 1945 do 2 maja 1946, do wyzwolenia

## Po 1945 roku
Po powrocie do kraju zamieszkał we Wrocławiu, gdzie dołączył do swojej żony, Zuli Makarowskiej, która przebywała w mieście od października 1944, w wyniku wywózki na roboty przymusowe po rozpoczęciu Powstania Warszawskiego.
W latach 1946–1948 był zatrudniony w Polskiej Żegludze na Odrze we Wrocławiu, następnie po powrocie do Warszawy w roku 1948 zatrudniony w Ministerstwie Przemysłu i Handlu, następnie w Ministerstwie Górnictwa i Energetyki. W latach 1954–1968 w PTHZ „Varimpex”, następnie od roku 1963 w Centrali Handlu Zagranicznego „Universal”.
Zmarł 11 czerwca 1979, w wieku 74 lat. Został pochowany w grobie rodzinnym na warszawskim Cmentarzu Bródnowskim (kwatera 5B-4-25).

## Życie prywatne
Kazimierz Makarowski w 1943 wziął ślub (per procura, przebywał wtedy w 2. Oflagu II E Neubrandenburg) z Zulą z domu Romańczuk. Ceremonia odbyła się w kościele Świętej Trójcy na Solcu, w Warszawie. Miał córkę Annę (ur. 1947).

## Ordery i odznaczenia
- Krzyż Srebrny Orderu Virtuti Militari[potrzebny przypis]
- Srebrny Krzyż Zasługi – 1939
- Brązowy Medal za Długoletnią Służbę – 1966